# Пам'ятник Лесі Українці (Білобожниця)
Пам'ятник Лесі Українці в Білобожниці — пам'ятник письменниці Лесі Українці, встановлений в с. Білобожниця Чортківського району на Тернопільщині.
Розташований біля сільського будинку культури.
Оголошений пам'яткою монументального мистецтва місцевого значення, охоронний № 907-м.

## Історія
Пам'ятник встановлено 1967 року біля сільського будинку культури.